# 東観音寺

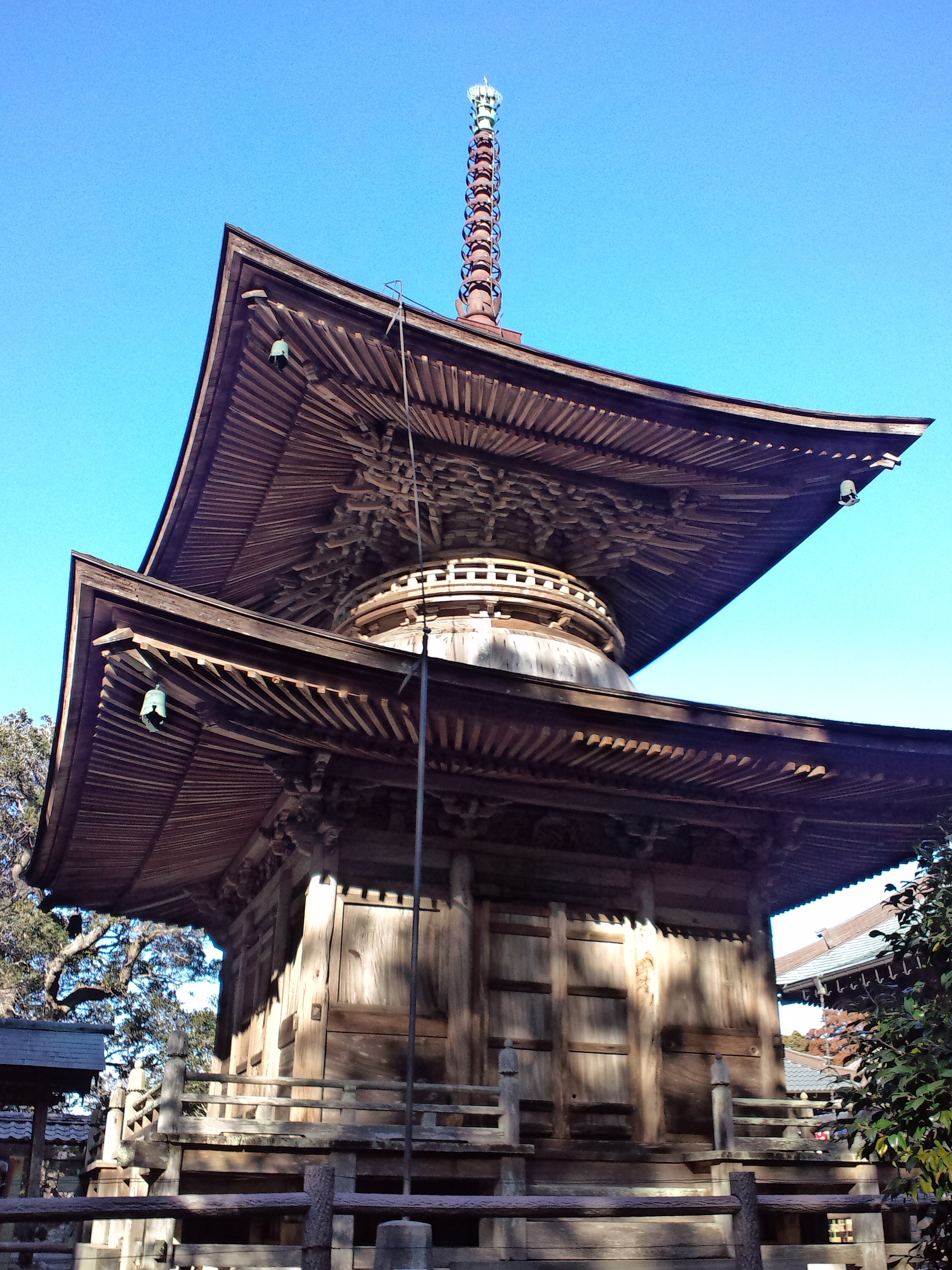
多宝塔

東観音寺（とうかんのんじ）は、愛知県豊橋市にある臨済宗妙心寺派の寺院。山号は小松原山。本尊は馬頭観音菩薩。

## 歴史
寺伝によれば天平5年（733年）行基が自ら本尊馬頭観音を刻み創建したとされる。赤岩寺や普門寺 (豊橋市)と同様、平安時代には真言宗に属したが、室町時代には現在の臨済宗に改められたという。寺に伝来し国の重要文化財に指定されている馬頭観音懸仏は文永8年（1271年）、三河の地頭安達泰盛が寄進したもので、同じく国の重要文化財の多宝塔は戸田氏の重臣藤田左京亮定光が大永8年（1528年）に寄進したものである。
近世に入ると徳川家から寺領を寄せられ、江戸時代には多くの末寺を有していた。元々遠州灘沿いに位置していたが、宝永4年（1707年）の津波で被災し、正徳6年（1716年）に現在地に移転した。

## 文化財

### 重要文化財
- 多宝塔

戸田氏の重臣藤田左京僚亮定光の建立とされ、寺蔵の多宝塔古版木裏面に大永8年（1528年）の銘がある。下層は三間、上層は円形で、白漆喰の亀腹をつけ、屋根は宝形でこけら葺としている。明治13年（1880年）に現在地に移された。

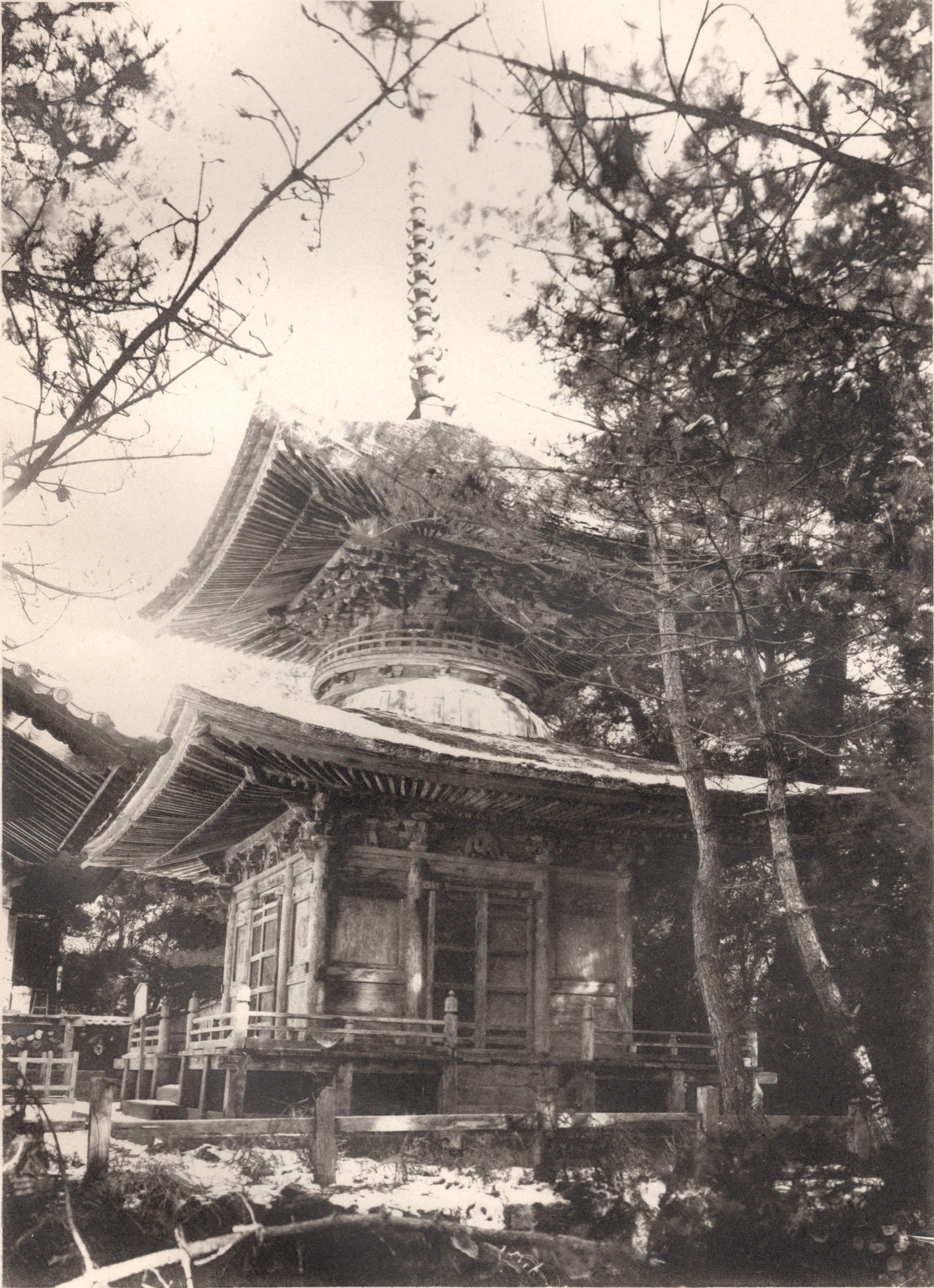
東観音寺多宝塔 （大正時代撮影）
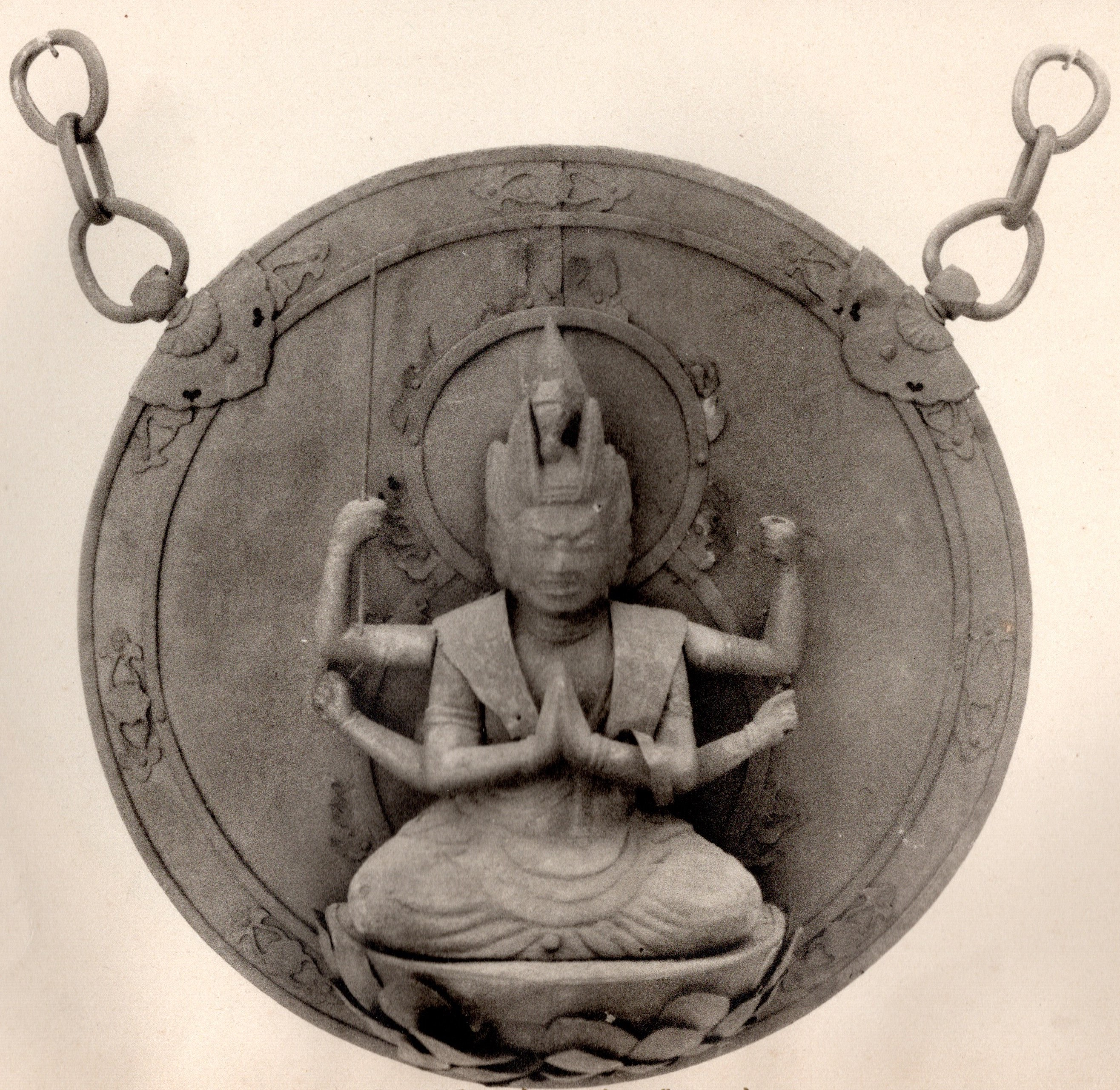
金銅馬頭観音御正体 文永八年（1271年）銘
- 木造阿弥陀如来坐像

- 東観音寺多宝塔
（大正時代撮影）
- 金銅馬頭観音御正体
文永八年（1271年）銘

### 豊橋市指定有形文化財

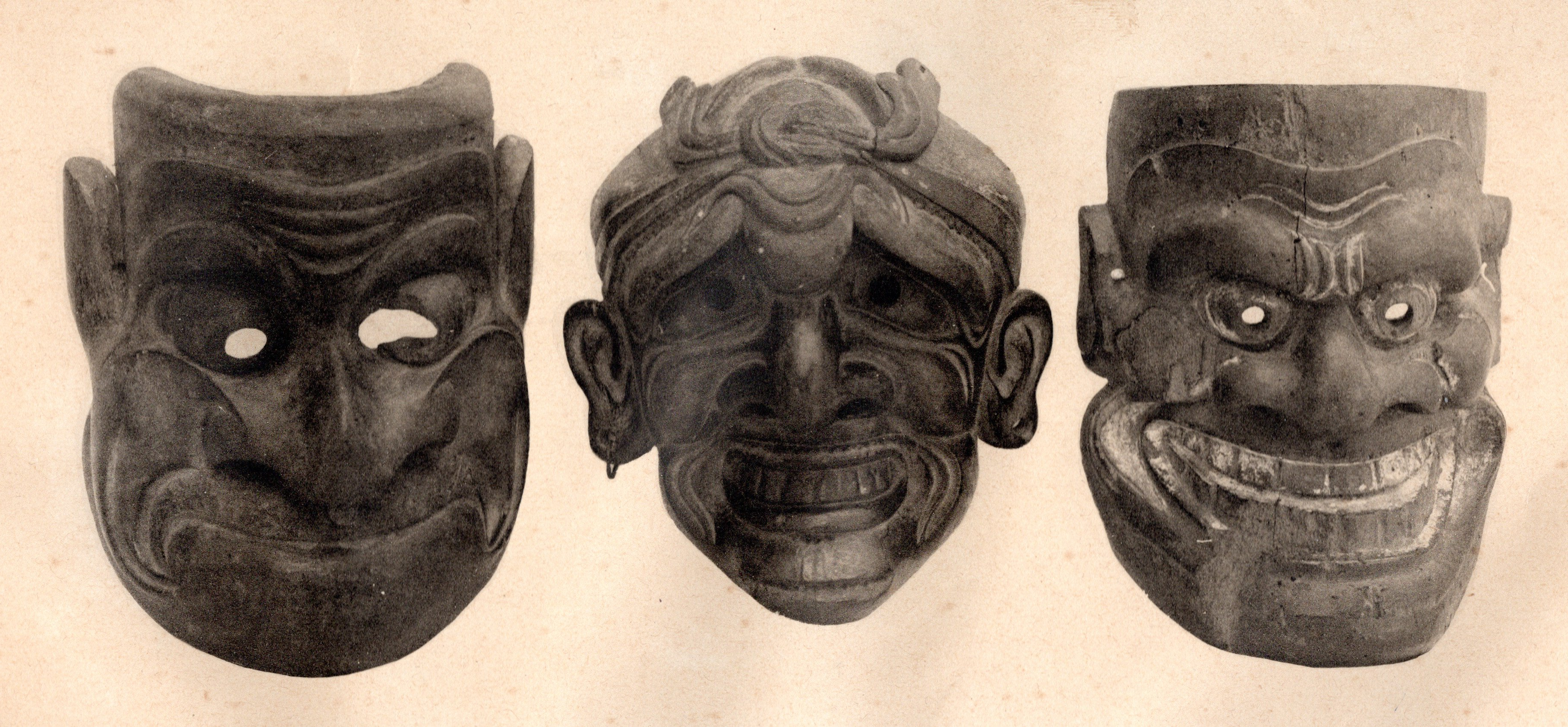
東観音寺の仮面
- 木造二天像
- 麻地着色悟鑑西堂画像
- 麻地着色玉岫和尚画像
- 紙本着色東観音寺古境内図
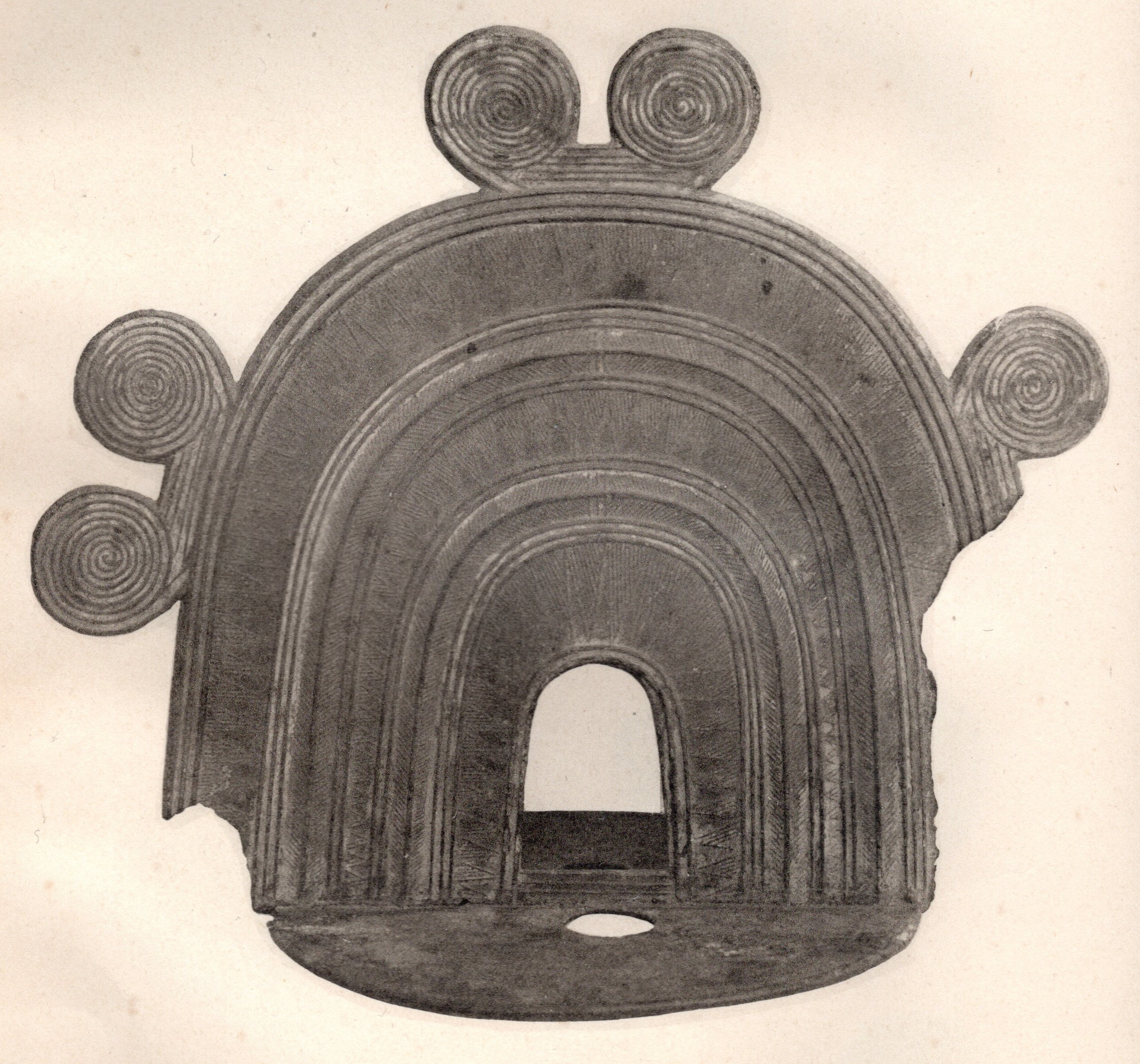
銅鐸鈕
- 紺紙金泥法華経普門品
- 古版木
- 東観音寺中世文書
- 東観音寺の鰐口

- 東観音寺の仮面
（一部）
- 銅鐸鈕

## 所在地
愛知県豊橋市小松原町字坪尻14